# Mayo Louti
Ne doit pas être confondu avec Mayo-Louti.
Le Mayo Louti est une rivière saisonnière au Cameroun, et un affluent de la Bénoué, via le Mayo Kébi ; dans le bassin versant du Niger. Il donne son nom au département du Mayo-Louti. Maayo signifie « cours d'eau » en peul du Cameroun.

## Géographie

### Localisation
Le Mayo Louti prend sa source dans le massif des Mandara au nord du Cameroun. Il constitue la frontière naturelle à l'Est du pays Fali et de ses peuples.

### Cours
Le Mayo Louti se jette dans le Mayo Kébi et Mayo Guider qui à son tour est un confluent de la Bénoué. La Bénoué tourne à l'est vers le Nigeria après cette confluence.
Il fait partie des exceptions de cours d'eau au nord du Cameroun (Mayo Tiel, Oulo, Louti, Tsanaga) qui ne prennent pas leurs sources dans les hauts plateaux de l'Adamaoua.

## Hydrométrie et navigabilité
Superficie du bassin : 5 540 km2.
Le fleuve n'est pas navigable sur toute l'année.
Le Mayo Louti a dans l'ensemble un profil à faible pente mais son cours présente de nombreux chutes et rapides dans la zone des gorges de Kola.

## Activités

### Histoire
Les deux rives du fleuve sont habitées. Les Peuls et le peuple Mambay et Moundangs nomadisent le long du Mayo Kébi, au confluent des Mayo Oulo et Mayo Louti. Les Bata et Laka y sont les peuples sédentaires.

### Économie et Tourisme
Le Mayo Louti passe dans les gorges de Kola, site touristique majeur près de Guider.
Le fleuve, en période de crue se prête à une activité de kayaking.
Le barrage de Chidiffi sur le Mayo Louti apporte de l’eau aux habitants de la région.
Certains ouvrages, toutes les retenues d’eau de Mokolo des Mandara et de Maga, le barrage de Mokolo soulagent les populations de la ville du même nom et des environs pour qui, il y a quelques années encore, l’eau était une denrée extrêmement rare. La région montagneuse n’a pas véritablement de cours d’eau. Ainsi, des localités telles que Koza, Kolofata, Mora, Djingliya, Mogodé, Rhoumzou sont approvisionnées en eau courante.